# Tricalysia achoundongiana
Tricalysia achoundongiana är en måreväxtart som beskrevs av Robbr., Sonké och Kenfack. Tricalysia achoundongiana ingår i släktet Tricalysia och familjen måreväxter. Inga underarter finns listade i Catalogue of Life.